# 파슈툰계 미국인
파슈툰계 미국인(파슈토어: د امريکا پښتانه)은 파슈툰인 혈통의 미국인으로, 아프가니스탄과 파키스탄의 지역에서 유래한 동이란족 민족 집단이며 역사적으로는 파슈투니스탄으로 불렸다.

## 인구통계

2000년 미국 인구 조사에 기반한 파슈툰족 인구가 상당한 미국 주.

1860년대 초반, 최초의 파슈툰인들이 미국으로 이주하기 시작했으며, 1920년대에는 약 200가구의 파슈툰족이 꾸준히 적은 수로 미국으로 이주했다. 소련-아프가니스탄 전쟁의 결과로, 지금까지 모든 아프가니스탄 공동체 중 가장 큰 규모의 대규모 탈출이 미국으로 기록되었다. 현재 미국에 거주하는 많은 파슈툰인들은 아프가니스탄과 파키스탄, 특히 카이베르파크툰크와주, 펀자브 및 발루치스탄 출신이다. 소수의 파슈툰인들은 인도에서 미국으로 이주했으며, 파슈툰계 미국인은 더 넓은 파키스탄계 미국인 및 아프가니스탄계 미국인 공동체 내의 하위 공동체이다. 인구가 많은 지역으로는 12,000명 이상의 파슈툰인이 거주하는 뉴욕이 있으며, 샌프란시스코 베이 에어리어, 버지니아주, 로스앤젤레스, 조지아주, 시카고 도시권, 댈러스-포트워스 메트로플렉스, 그리고 오리건주가 있다. 프리몬트 (캘리포니아주)는 미국에서 가장 큰 아프가니스탄 공동체를 가지고 있다. 2010년 미국 인구 조사에 따르면, 15,788명의 개인이 가정에서 사용하는 첫 언어로 파슈토어를 사용한다고 밝혔다. 파슈툰계 미국인은 미국 인구 조사에서 미국 백인으로 분류된다.

## 군대
소수의 파슈툰계 미국인들이 미군에서 아프가니스탄 전쟁에서 다양한 역할을 수행했다. 파키스탄계 미국인 해병대 중령인 아사드 A. 칸은 아프가니스탄에 진입한 최초의 정규 부대 중 한 명이었다. 칸은 2004년에 제1해병연대 6대대를 지휘하며 아프가니스탄으로 돌아왔으나, 후에 지휘권을 해제당했다. 파키스탄 북서부 출신의 파슈툰족인 우스만 카타크 일병은 제539수송사단 소속 미 육군 식량 전문가로, 쿠웨이트의 미 육군 캠프에 주둔하고 있다.

## 언론
미국의 소리는 파슈토어 서비스를 제공한다.

## 단체
팍툰계 미국인 공동체 협회(PACA)는 메릴랜드주에 기반을 둔 문화 협회로, 다른 행사 외에도 연례 파슈토 회의를 개최한다. 1986년 뉴욕에서 설립된 카이버 협회도 문화 행사를 주관한다.

## 같이 보기
- 파키스탄계 미국인
- 아프가니스탄계 미국인
- 파슈툰 디아스포라